# Tšoanelo Koetle
Tšoanelo Koetle (ur. 22 listopada 1992) – sotyjski piłkarz grający na pozycji prawego obrońcy. Od 2012 jest zawodnikiem klubu Lioli FC.

## Kariera klubowa
Swoją karierę piłkarską Koetle rozpoczął w klubie Matlama FC. W sezonie 2011/2012 zadebiutował w jego barwach w pierwszej lidze sotyjskiej. W 2012 roku przeszedł do Lioli FC. Wraz z Lioli FC wywalczył trzy mistrzostwa Lesotho w sezonach 2012/2013, 2014/2015 i 2015/2016, trzy wicemistrzostwa w sezonach 2013/2014, 2016/2017 i 2017/2018 oraz zdobył Puchar Lesotho w 2015 roku.

## Kariera reprezentacyjna
W reprezentacji Lesotho Kotele zadebiutował 15 listopada 2011 w zremisowanym 2:2 meczu eliminacji do MŚ 2014 z Burundi, rozegranym w Bużumburze. Od 2011 do 2021 rozegrał w kadrze narodowej 52 mecze i strzelił 2 gole.